# Etchika Choureau
Etchika Choureau, nom de scène de Jeannine Paulette Verret, née le 12 novembre 1929 à Paris et morte le 24 janvier 2022 à Rabat (Maroc), est une actrice française.

## Biographie
Jeannine Paulette Verret naît dans le quartier parisien de Belleville, dans le 20e arrondissement, le 12 novembre 1929. Après des cours de massage médical, elle épouse Max Choureau en 1948 et ouvre avec lui un commerce à Paris pour vendre le miel produit dans le Gâtinais par les parents de Max ; commerce qui ne durera pas. Au cours de cette période, Jeannine suit le Cours Simon, puis, en 1953, sous le pseudonyme d'Etchika Choureau, tourne ses trois premiers films dont Les Enfants de l'amour qui lui vaut le prix Suzanne-Bianchetti du meilleur espoir féminin. Après ces débuts prometteurs et neuf autres films, elle se lance à Hollywood en 1957 en participant à deux films de guerre américains réalisés par William A. Wellman et sortis en 1958.

Sa carrière marque alors un coup d'arrêt. Elle vit une histoire d'amour avec le prince héritier du Maroc, mais l'accession au pouvoir de celui-ci sous le nom d'Hassan II signe la fin de leurs amours. Etchika Choureau tente alors de renouer avec le cinéma avec trois nouveaux petits rôles, puis, en 1966, elle se retire définitivement, ayant joué dans seulement dix-sept longs métrages : majoritairement des films français, quelques coproductions franco-italiennes et deux tentatives hollywoodiennes.

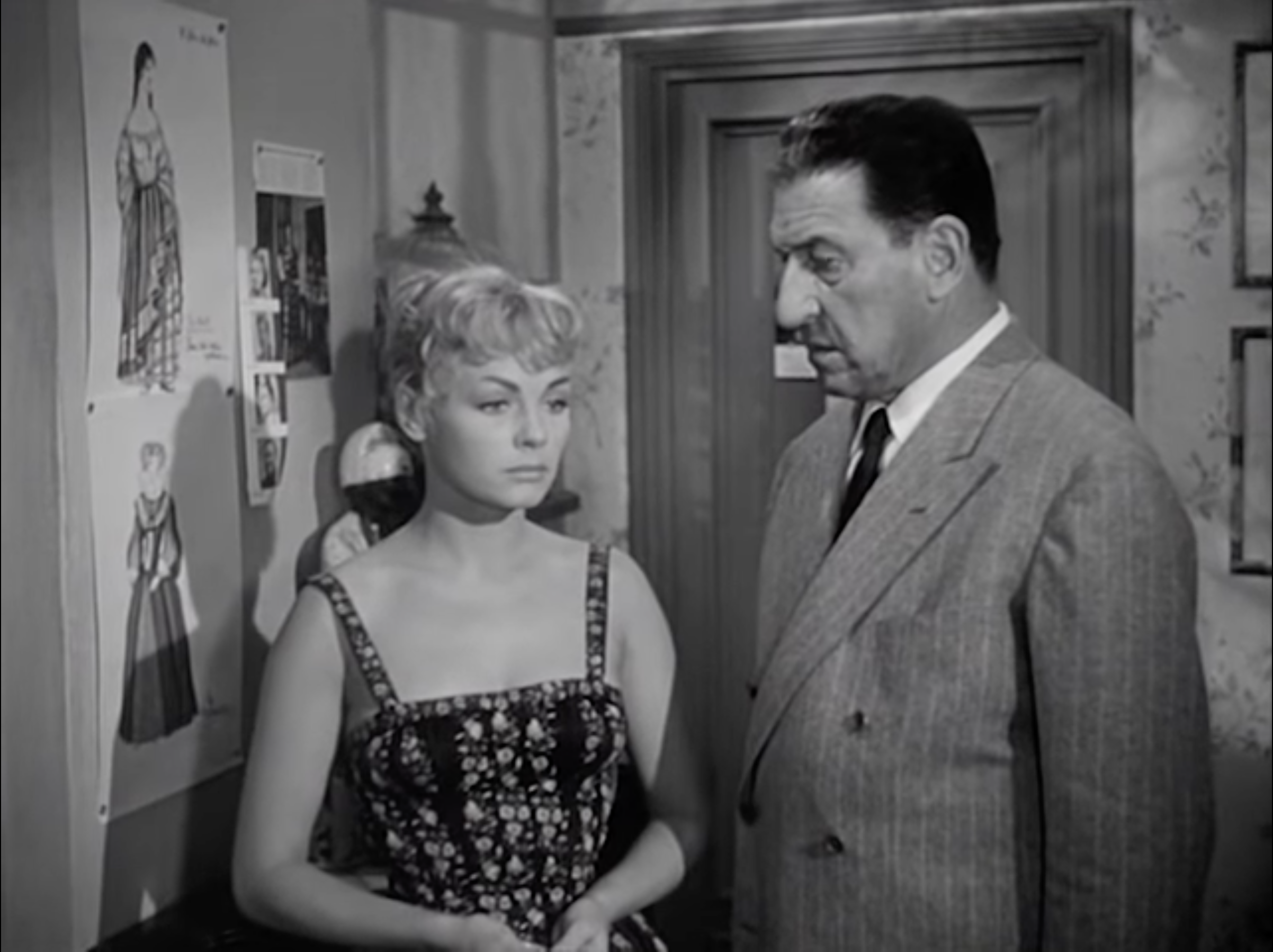
Avec Carlo Ninchi, dans Responsabilité limitée (1957).

Cette passion qui se développe dans l'après-guerre et avant le grand choc pétrolier va connaitre de multiples rebondissement. Philippe Bouvard en 1962 (donc après le mariage de Moulay Hassan) a fait le portrait d'Etchika : « Il y avait des années que je n'avais revu la jeune actrice Etchika Choureau. Je la retrouve dans un appartement du Carlton qu'elle a aménagé en musée : au mur, une demi-douzaine de portraits du nouveau roi du Maroc Hassan II. Pour qui il est de notoriété publique qu'elle eut — alors qu'il était prince héritier — certaines bontés (...) Devant cette iconographie, elle déambule en babouches, et chaque fois que le téléphone se met à grésiller, impose silence à ses visiteurs en disant : — C'est Rabat qui m'appelle. Depuis que le jeune prince est devenu roi, elle n'a pas pu le revoir. La conjoncture politique est telle au Maroc que le nouveau souverain ne saurait risquer des réactions violentes en s'affichant avec une maîtresse européenne. Beau sujet d'allégorie que pourrait encore accueillir un mur encore disponible de la grande salle à manger du Carlton : Etchika se sacrifiant pour l'unité du Maghreb ... ».
Etchika Choureau décède à Rabat le 24 janvier 2022 à l'âge de 92 ans,.

## Filmographie
- 1953 : Les Vaincus (I vinti) de Michelangelo Antonioni : Simone
- 1953 : L'Envers du paradis d'Edmond T. Gréville : Violaine Roumégoux
- 1953 : Les Enfants de l'amour de Léonide Moguy : Anne-Marie et Geneviéve
- 1954 : Les Intrigantes d'Henri Decoin : Marie
- 1954 : Escalier de service, film à sketches de Carlo Rim : Marie-Lou
- 1954 : Une fille de Paris (Ein Mädchen aus Paris) de Franz Seitz
- 1955 : Les Fruits de l'été de Raymond Bernard : Juliette Graviéres
- 1955 : L'Impossible Monsieur Pipelet d'André Hunebelle : Jacqueline Martin
- 1956 : La Foire aux femmes de Jean Stelli : Ludivine
- 1956 : Toute la ville accuse de Claude Boissol : Catherine Aravitte
- 1956 : Les Lumières du soir de Robert Vernay : Catherine Hessler
- 1957 : Responsabilité limitée (I colpevoli) de Turi Vasile : Sandra
- 1958 : Les commandos passent à l'attaque (Darby's Rangers) de William A. Wellman : Angelina De Lotta
- 1958 : C'est la guerre (Lafayette Escadrille) de William A. Wellman : Renée Beaulieu
- 1962 : La Prostitution de Maurice Boutel : Olga
- 1964 : Angélique, marquise des anges de Bernard Borderie : Hortense de Sancé de Monteloup
- 1966 : Paris au mois d'août de Pierre Granier-Deferre : Simone Plantin

## Distinction
- Prix Suzanne-Bianchetti en 1953, pour Les Enfants de l'amour.